# BMW R 51
Die BMW R 51 ist ein Zweizylinder-Motorrad des Herstellers BMW mit einem 500-cm³-Boxermotor und einer Leistung von 17 kW. Es wurde von 1938 bis 1941 gebaut.
Parallel zur sportlichen 500er wurde unter der Bezeichnung R 71 eine seitenventil-gesteuerte 750er mit etwas geringerer Leistung gebaut, mit hohem Drehmoment vorzugsweise als Gespannmaschine für den Beiwagen-Betrieb geeignet.

## Geschichte
Am 18. Februar 1938 präsentierte BMW auf der 28. Internationalen Automobil- und Motorrad-Ausstellung (IAMA) in Berlin mit den Modellen R 51, R 61, R 66 und R 71 eine neue Baureihe von großvolumigen Motorrädern mit Hinterradfederung.

### Entwicklung
BMW hatte in einem Fahrwerk vier Motorvarianten – R 51, R 61, R 66 und R 71 – verwirklicht und damit von 500 bis 750 cm³ vier Motorräder in verschiedenen Klassen geschaffen.

„Die Ähnlichkeit der Motoren, wie die Verwendung des gleichen, allradgefederten Fahrgestells für alle vier Maschinen drängte zu deren Zusammenfassung in nur einem Handbuch, womit zugleich eine interessante Übersicht über das gesamte BMW-Programm in der großen Klasse gegeben wird.“

### Vorgängerversion
Das Vorgängermodell der R 51 ist die bis 1937 gebaute R 5.

## Konstruktionsmerkmale
Schutzbleche, Tank und Felgen sind aus Stahlblech. Der Motorblock ist wie das Getriebe und das Kardangetriebe-Gehäuse aus Aluminiumguss. Wie bei dem Vorgängermodell BMW R 5 ist der Motor mit den Motor-Steckachsen im Rahmen gelagert. Der Auspufftopf ist mit Schellen direkt an Motorachse und Rahmen befestigt.

### Motor
Der Motor der R 51 hat zwei kettengetriebene Nockenwellen für die hängenden Ventile. Die Motoren der R 51 haben außer der Motorschmierung auch separat zu prüfende und zu wechselnde Ölfüllungen in jedem Zylinderkopf. Der einzige wesentliche Unterschied zum Motor der R 5 ist eine obere Motorabstützung.
Der Motorblock besteht wie das Getriebe und das Kardangetriebe-Gehäuse aus Aluminiumguss. Der Motor ist wie beim VorgängermodellBMW R 5 ein längs eingebauter Zweizylinder-Boxer-Viertakt-Motor mit außen über den Zylindern in verchromten Stahlrohren laufenden Stoßstangen (OHV-Motor). Die Stoßstangen betätigen die hängenden Ventile über Kipphebel im Zylinderkopf. Die Kipphebel haben wie die beiden Pleuel Nadellager; die Kurbelwelle läuft in Kugellagern. Die Nockenwelle wird über eine Steuerkette von der Kurbelwelle angetrieben. Die Ölpumpe befindet sich in der Ölwanne und ist eine einfache Zahnradpumpe, die von der Nockenwelle über eine Schneckenrad-Untersetzung angetrieben wird.

### Zündung und Lichtmaschine
Auf dem Motorgehäuse sitzt sichtbar die von der Steuerkette angetriebene Gleichstrom-Lichtmaschine mit Laderegler. Die Zündanlage ist eine Batteriezündung mit Zündverteiler und manueller Verstellung der Vorzündung, von einer Nockenwelle angetrieben. Der Bleiakkumulator ist ungekapselt auf einem Halter hinter dem Getriebe befestigt.

### Vergaser, Luftfilter
Die beiden Vergaser sind Fischer-Amal Rundschiebervergaser mit konischer Nadel. Das Nass-Luftfilterelement sitzt auf dem Getriebegehäuse: ein Stahlnetz, an dem der Staub sich beim Ansaugen der Luft festsetzt, das zu Wartungszwecken ausgewaschen und dann mit Öl benetzt wird.

### Antrieb
Auf dem hinteren Kurbelwellenstumpf sitzt die Schwungscheibe, die die Einscheibentrockenkupplung aufnimmt. Die Kupplung wird mit Axiallager über eine Druckstange betätigt, die durch die hohle Getriebehauptwelle verläuft. Am Getriebe befindet sich auf der rechten Seite des Motorrades zusätzlich ein Handschalthebel.

#### Getriebe
Die R 51 hat ein fußgeschaltetes Viergang-Getriebe mit Kardanwelle auf der rechten Seite des gefederten Hinterrades. Zusätzlich ist ein Handhebel an der rechten Seite des Getriebes vorhanden, der vor allem zum schnellen Auffinden des Leerlaufs empfohlen wurde.
Das Tunnel-Getriebegehäuse ist direkt an das Motorgehäuse angeflanscht. Die Eingangswelle mit vier Gängen wird direkt von der Einscheiben-Trockenkupplung im Schwungrad der Kurbelwelle angetrieben.

#### Hinterradantrieb
Das Hinterrad wird über einen Kardanantrieb mit folgenden Elementen im Kraftfluss angetrieben:
- Hardyscheibe an der Ausgangswelle des Getriebes zum Winkelausgleich zwischen Ausgangswelle und der folgenden Gelenkwelle
- ungekapselte Gelenkwelle mit Kreuzgelenkgabel abtriebsseitig – der sichtbare Teil des Kardantriebs
- nadelgelagertes, gekapseltes Kreuzgelenk zum Winkelausgleich zwischen Gelenkwelle und folgendem Radantrieb
- verschiebbare Kreuzgelenkgabel zum Längenausgleich auf der Eingangswelle des Kegelrad-Achsgetriebes
- Eingangswelle mit Ritzel zum Antrieb des Tellerrades im Antriebgehäuse – Kraftumlenkung um 90°
- nadelgelagerter Mitnehmerflansch im Antriebsgehäuse mit Steckverzahnung zum Antrieb des Hinterrades

### Fahrwerk
Der Doppelschleifen-Rohrrahmen ist aus Stahlrohr geschweißt. Erstmals verwendet BMW bei den Modellen R 51, R 61, R 66 und R 71 eine Geradweg-Federung des Hinterrades.

### Räder
Die R 51 ist mit schmalen Halbnabenbremsen ausgerüstet; die schlechten Verzögerungswerte solcher „Dosendeckelbremsen“ sind in der heutigen Zeit mit Vorsicht zu betrachten und durch vorausschauende Fahrweise zu berücksichtigen.

## Technische Daten
| Kenngröße              | Daten der R 51               |
| ---------------------- | ---------------------------- |
| Bohrung                | 68 mm                        |
| Hub                    | 68 mm                        |
| Hubraum                | 494 cm³                      |
| Verdichtungsverhältnis | 6,7:1                        |
| Leistung               | 24 PS (18 kW) bei 4900 min−1 |
| Höchstgeschwindigkeit  | 135–140 km/h                 |
| Leergewicht            | 182 kg                       |
| Tankinhalt             | 14 Liter                     |

## Rennsportversion R 51 RS
Im Jahr 1939 wurden 17 Einheiten des für Privatfahrer käuflichen Rennmotorrades gebaut. Das Gewicht ist durch Verwendung von Aluminium statt Stahl und Magnesium statt Aluminium und Einsparung zulassungsrelevanter Bauteile auf 148 kg vermindert. Die Leistung von 36 PS bei 7000/min ermöglicht eine Höchstgeschwindigkeit von ca. 185 km/h.
Das Auktionshaus Bonhams versteigerte anlässlich des „Las Vegas Motorcycle Sale“ am 6. Januar 2011 eine original erhaltene R 51 RS aus den USA. Die Versteigerung erzielte 130.200 US-Dollar (~ 96.000 Euro).

## Nachfolgerversion
Nachfolgemodell der R 51 nach dem Zweiten Weltkrieg ist die nur unwesentlich geänderte BMW R 51/2.